# ليني بيكيت
ليني بيكيت (بالإنجليزية: Lenny Beckett)‏ هو لاعب دوري الرغبي أسترالي، ولد في 1980.